# 넙게오름
넙게오름(廣蟹岳)은 대한민국 제주특별자치도 서귀포시 안덕면 서광리에 위치한 기생화산으로 오름의 상부 형태가 넙적한 모양으로 마치 게의 등같이 생겨 그 이름이 붙여졌다. 다른 이름으로 광챙이오름 등이 있다.

## 위치
넙게오름은 말굽형 분화구에 가시덩굴이 우거진 사이에 물이 조금 고여 있고 능선에 올라 사방을 조망하기 좋은 오름으로 저지곶자왈로 둘러싸여 있다.

## 방송 송신 시설
| 디지털TV  |                         |           |                     |      |                |
| 가상채널  | 방송국명                | 호출부호  | 물리채널            | 출력 | 가시청권       |
| CH 6-1    | JIBS 디지털TV           | HLKJ-DTV  | CH 39               | 90W  | 대정읍, 안덕면 |
| CH 7-1    | KBS제주 DTV2            | HLQC-DTV  | CH 45               | 90W  | 대정읍, 안덕면 |
| CH 9-1    | KBS제주 DTV1            | HLKS-DTV  | CH 41               | 90W  | 대정읍, 안덕면 |
| CH 10-1   | EBS 1TV                 | HLQL-DTV  | CH 35               | 90W  | 대정읍, 안덕면 |
| CH 10-2   | EBS 2TV                 | HLQL-DTV  | CH 35               | 90W  | 대정읍, 안덕면 |
| CH 11-1   | 제주MBC 디지털TV        | HLAJ-DTV  | CH 47               | 90W  | 대정읍, 안덕면 |
| FM라디오  |                         |           |                     |      |                |
| 채널      | 방송국명                | 호출부호  |                     | 출력 | 가시청권       |
| 105.5㎒   | TBN제주교통방송         | HLEH-FM   |                     | 100W | 대정읍, 안덕면 |
| 지상파DMB |                         |           |                     |      |                |
| 앙상블명  | 방송국명                | 호출부호  | 채널(주파수)        | 출력 | 가시청권       |
| myMBC     | my MBC                  | HLAJ-TDMB | CH 13-A (211.280㎒) | 90㎾ | 대정읍, 안덕면 |
| myMBC     | GS SHOP(임대채널)       | HLAJ-TDMB | CH 13-A (211.280㎒) | 90㎾ | 대정읍, 안덕면 |
| myMBC     | CJ O SHOPPING(임대채널) | HLAJ-TDMB | CH 13-A (211.280㎒) | 90㎾ | 대정읍, 안덕면 |
| U-KBS     | KBS STAR                | HLKA-TDMB | CH 13-B (213.008㎒) | 90㎾ | 대정읍, 안덕면 |
| U-KBS     | HD KBS STAR             | HLKA-TDMB | CH 13-B (213.008㎒) | 90㎾ | 대정읍, 안덕면 |
| U-KBS     | KBS HEART               | HLKA-TDMB | CH 13-B (213.008㎒) | 90㎾ | 대정읍, 안덕면 |
| U-KBS     | KBS MUSIC               | HLKA-TDMB | CH 13-B (213.008㎒) | 90㎾ | 대정읍, 안덕면 |
| JIBS DMB  | DMB 1                   | HLKJ-TDMB | CH 13-C (214.736㎒) | 90㎾ | 대정읍, 안덕면 |
| JIBS DMB  | DMB 2                   | HLKJ-TDMB | CH 13-C (214.736㎒) | 90㎾ | 대정읍, 안덕면 |

## 에코투어
에코투어는 생태관광이라 하는 자연을 즐기면서 환경의 중요성도 온몸으로 체험하게 되는 자연친화적이고 지속 가능한 여행 프로그램이다. 21세기부터 에코투어는 여가여행의 주목적이 되었으며, 유네스코 국제보호지역으로 인정받은 제주섬은 에코투어의 최적지가 되어 있다. 이곳 코스에서는 오설록 차밭 입구에 모여 산책로를 이용, 오설록~제주신화역사공원~넙게오름으로 진행되고 있다.

## 전해오는 이야기
넙게오름은 사람들이 ‘광쳉이오름’이라고 부르는 오름이다.

## 같이 보기
- 한라산
- 제주신화역사공원

## 참고
1. 1 2  김창집 제주상고 교사. 오름오름회 회장 (2004년 9월 18일). “안덕면 넙게오름”. 제주일보. 2018년 3월 29일에 확인함.
2. 1 2 3  윤주형 기자 (2014년 4월 4일). “장군처럼 우뚝 선 산방산 마을 '안덕면'”. 제민일보. 2018년 3월 29일에 확인함.
3. 1 2  표성준 기자 (2015년 4월 22일). “제주섬 글로벌 에코투어”. 한라일보. 2018년 3월 29일에 확인함.